# اتحادیه بین‌المللی حفاظت از ارقام جدید گیاهی
اتحادیهٔ بین‌المللی حفاظت از ارقام جدید گیاهی (فرانسوی: Union internationale pour la protection des obtentions végétales‎) یا به اختصار UPOV، در سال ۱۹۶۱ با هدف‌های مختلفی از جمله تخصیص حقوق انحصاری به به‌نژادگران ارقام جدید گیاهی است که توسط تعدادی کشور اروپایی تشکیل شد و ارتباط رسمی با سازمان ملل ندارد. در سازمان ملل تمامی کشورهای عضو، حق این را دارند که در تدوین قراردادها و کنوانسیون‌های سازمان ملل شرکت کنند، اما در مورد UPOV چنین نیست و تنها همان چند کشور مؤسس ابتدایی اتحادیه در تدوین کنوانسیون UPOV شرکت کردند.
در سال ۲۰۰۵ میلادی این اتحادیه  طی گزارشی مدعی شد که دست‌آوردهای بزرگی برای کشورهای عضو خواهد داشت، از جمله این دست‌آوردها:
ارتقای کیفیت ارقام جدید گیاهی
افزایش تعداد ارقام گیاهی جدید رهاسازی شده
افزایش تعداد موسسات یا شرکت‌های بهنژادگر
افزایش میزان سرمایه‌گذاری در بخش بهنژادی
بر اساس این اتحادیه، بخشی از سود حاصل از فروش رقم گیاهی ثبت شده به نام به‌نژادگر به وی تعلق می‌گیرد. یعنی به عنوان مثال اگر در زمان عضویت کسی بخواهد از گیاهی که به نام فرد دیگری ثبت شده‌است استفاده کند باید مبلغی را به عنوان حق استفاده (royalty) به به‌نژادگر بپردازد.
با عضویت در این اتحادیه هر کشور موظف است قوانین و سیاست‌های ملی خود را مطابق با این کنواسیون تنظیم کند؛ و کشاورزان منع استفاده از بذر خود مصرفی می‌شوند.
ایران با تصویب قانون ملی بذر کشور در سال ۱۳۸۲, تمایل خود را برای عضویت در اتحادیهٔ بین‌المللی حفاظت از ارقام جدید گیاهی رسماً اعلام کرده‌است.

## اعضا

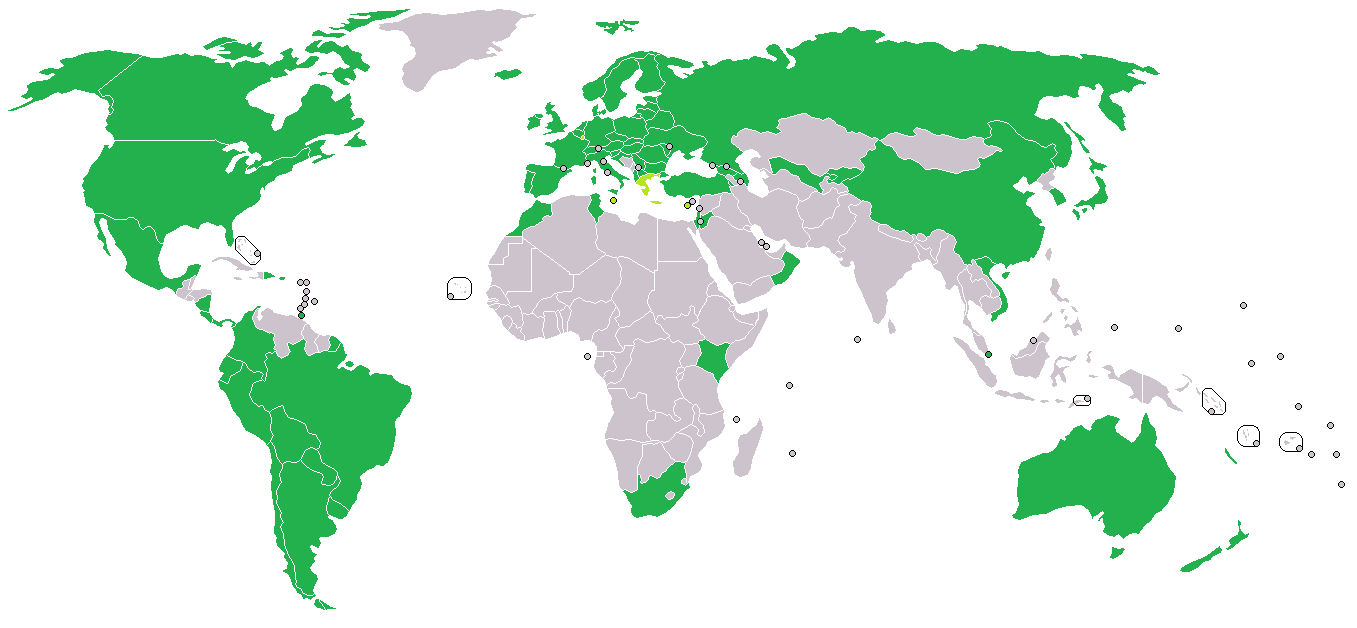

در تاریخ ۲ اکتبر ۲۰۱۵ این ۷۴ کشور جزو اتحادیهٔ بین‌المللی حفاظت از ارقام جدید گیاهی بوده اند: 
سازمان مالکیت معنوی آفریقا, آلبانی, آرژانتین, استرالیا, اتریش, جمهوری آذربایجان, بلاروس, بلژیک, بولیوی, برزیل, بلغارستان, کانادا, شیلی, چین, کلمبیا, کاستاریکا, کرواسی, جمهوری چک, دانمارک, جمهوری دومینیکن, اکوادور, استونی, اتحادیه اروپا, فنلاند, فرانسه, گرجستان, آلمان, گواتمالا, مجارستان, ایسلند, جزیره ایرلند, اسرائیل, ایتالیا, ژاپن, اردن, کنیا, قرقیزستان, لتونی, لیتوانی, جمهوری مقدونیه, مکزیک, مولداوی, مراکش, هلند, نیوزیلند, نیکاراگوئه, نروژ, عمان, پاناما, پاراگوئه, پرو, لهستان, پرتغال, کره جنوبی, رومانی, روسیه, صربستان, سنگاپور, اسلواکی, اسلوونی, آفریقای جنوبی, اسپانیا, سوئد, سوئیس, ترینیداد و توباگو, تونس, ترکیه, اوکراین, بریتانیا,ایالات متحده آمریکا , اروگوئه, ازبکستان, ویتنام.
| نام عضو                    | کنوانسیون ۱۹۶۱  | کنوانسیون ۱۹۷۸   | کنوانسیون ۱۹۹۱   | توضیحات   |
| -------------------------- | --------------- | ---------------- | ---------------- | --------- |
| آلبانی                     |                 |                  | اکتبر ۱۵, ۲۰۰۵   |           |
| آرژانتین                   |                 | دسامبر ۲۵, ۱۹۹۴  |                  |           |
| استرالیا                   |                 | مارس ۱, ۱۹۸۹     | ژانویه ۲۰, ۲۰۰۰  |           |
| اتریش                      |                 | ژوئیه ۱۴, ۱۹۹۴   | ژوئیه ۱, ۲۰۰۴    |           |
| جمهوری آذربایجان           |                 |                  | دسامبر ۹, ۲۰۰۴   |           |
| بلاروس                     |                 |                  | ژانویه ۵, ۲۰۰۳   |           |
| بلژیک                      | دسامبر ۵, ۱۹۷۶  |                  |                  |           |
| بولیوی                     |                 | مه ۲۱, ۱۹۹۹      |                  |           |
| برزیل                      |                 | مه ۲۳, ۱۹۹۹      |                  |           |
| بلغارستان                  |                 |                  | آوریل ۲۴, ۱۹۹۸   |           |
| کانادا                     |                 | مارس ۴, ۱۹۹۱     | ژوئیه ۱۹, ۲۰۱۵   |           |
| شیلی                       |                 | ژانویه ۵, ۱۹۹۶   |                  |           |
| چین                        |                 | آوریل ۲۳, ۱۹۹۹   |                  |           |
| چین                        |                 | سپتامبر ۱۳, ۱۹۹۶ |                  |           |
| کاستاریکا                  |                 |                  | ژانویه ۱۲, ۲۰۰۹  |           |
| کرواسی                     |                 |                  | سپتامبر ۱, ۲۰۰۱  |           |
| جمهوری چک                  |                 | -۱۹۹۳            | نوامبر ۲۴, ۲۰۰۲  |           |
| دانمارک                    | اکتبر ۶, ۱۹۶۸   | نوامبر ۸, ۱۹۸۱   | آوریل ۲۴, ۱۹۹۸   |           |
| جمهوری دومینیکن            |                 |                  | ژوئن ۱۶, ۲۰۰۷    |           |
| اکوادور                    |                 | -۱۹۹۷            |                  |           |
| استونی                     |                 |                  | سپتامبر ۲۴, ۲۰۰۰ |           |
| اتحادیه اروپا              |                 |                  | ژوئیه ۲۹, ۲۰۰۵   |           |
| فنلاند                     |                 | آوریل ۱۶, ۱۹۹۳   | ژوئیه ۲۰, ۲۰۰۱   |           |
| فرانسه                     | اکتبر ۳, ۱۹۷۱   | مارس ۱۷, ۱۹۸۳    | مه ۲۷, ۲۰۱۲      |           |
| گرجستان                    |                 |                  | نوامبر ۲۹, ۲۰۰۸  |           |
| آلمان                      | اوت ۱۰, ۱۹۶۸    | آوریل ۱۲, ۱۹۸۶   | ژوئیه ۲۵, ۱۹۹۸   |           |
| مجارستان                   |                 | آوریل ۱۶, ۱۹۸۳   | -۲۰۰۳            |           |
| ایسلند                     |                 |                  | مه ۳, ۲۰۰۶       |           |
| جمهوری ایرلند              |                 | نوامبر ۸, ۱۹۸۱   | ژانویه ۸, ۲۰۱۲   |           |
| اسرائیل                    | -۱۹۷۹           | مه ۱۲, ۱۹۸۴      | آوریل ۲۴, ۱۹۹۸   |           |
| ایتالیا                    | ژوئیه ۱, ۱۹۷۷   | مه ۲۸, ۱۹۸۶      |                  |           |
| ژاپن                       |                 | سپتامبر ۳, ۱۹۸۲  | دسامبر ۲۴, ۱۹۹۸  |           |
| اردن                       |                 |                  | اکتبر ۲۴, ۲۰۰۴   |           |
| کنیا                       |                 | مه ۱۳, ۱۹۹۹      |                  |           |
| قرقیزستان                  |                 |                  | ژوئن ۲۶, ۲۰۰۰    |           |
| لتونی                      |                 |                  | اوت ۳۰, ۲۰۰۲     |           |
| لیتوانی                    |                 |                  | دسامبر ۱۰, ۲۰۰۳  |           |
| مقدونیه شمالی              |                 |                  | مه ۴, ۲۰۱۱       |           |
| مکزیک                      |                 | اوت ۹, ۱۹۹۷      |                  |           |
| مولداوی                    |                 |                  | اکتبر ۲۸, ۱۹۹۸   |           |
| مونته‌نگرو                  |                 |                  | سپتامبر ۲۴, ۲۰۱۵ |           |
| مراکش                      |                 |                  | اکتبر ۸, ۲۰۰۶    |           |
| هلند                       | اوت ۱۰, ۱۹۶۸    | سپتامبر ۲, ۱۹۸۴  | ژوئیه ۱, ۲۰۰۴    | هلند only |
| نیوزیلند                   |                 | نوامبر ۸, ۱۹۸۱   |                  |           |
| نیکاراگوئه                 |                 | سپتامبر ۶, ۲۰۰۱  |                  |           |
| نروژ                       |                 | سپتامبر ۱۳, ۱۹۹۳ |                  |           |
| سازمان مالکیت معنوی آفریقا |                 |                  | آوریل ۲۴, ۱۹۹۸   |           |
| پاناما                     |                 | مه ۲۳, ۱۹۹۹      | نوامبر ۲۲, ۲۰۱۲  |           |
| پاراگوئه                   |                 | فوریه ۸, ۱۹۹۷    |                  |           |
| پرو                        |                 |                  | -۲۰۱۱            |           |
| لهستان                     |                 | -۱۹۸۹            | اوت ۱۵, ۲۰۰۳     |           |
| پرتغال                     |                 | اکتبر ۱۴, ۱۹۹۵   |                  |           |
| رومانی                     |                 |                  | مارس ۱۶, ۲۰۰۱    |           |
| روسیه                      |                 |                  | آوریل ۲۴, ۱۹۹۸   |           |
| صربستان                    |                 |                  | ژانویه ۵, ۲۰۱۳   |           |
| سنگاپور                    |                 |                  | ژوئیه ۳۰, ۲۰۰۴   |           |
| اسلواکی                    |                 | -۱۹۹۳            | ژوئن ۱۲, ۲۰۰۹    |           |
| اسلوونی                    |                 |                  | ژوئیه ۲۹, ۱۹۹۹   |           |
| آفریقای جنوبی              | نوامبر ۶, ۱۹۷۷  | نوامبر ۸, ۱۹۸۱   |                  |           |
| کره جنوبی                  |                 |                  | ژانویه ۷, ۲۰۰۲   |           |
| اسپانیا                    | مه ۱۸, ۱۹۸۰     |                  | ژوئیه ۱۸, ۲۰۰۷   |           |
| سوئد                       | دسامبر ۱۷, ۱۹۷۱ | -۱۹۸۳            | آوریل ۲۴, ۱۹۹۸   |           |
| سوئیس                      | ژوئیه ۱۰, ۱۹۷۷  | نوامبر ۸, ۱۹۸۱   | سپتامبر ۱, ۲۰۰۸  |           |
| ترینیداد و توباگو          |                 | ژانویه ۳۰, ۱۹۹۸  |                  |           |
| تونس                       |                 |                  | اوت ۳۱, ۲۰۰۳     |           |
| ترکیه                      |                 |                  | نوامبر ۱۸, ۲۰۰۷  |           |
| اوکراین                    |                 | نوامبر ۳, ۱۹۹۵   | ژانویه ۱۹, ۲۰۰۷  |           |
| بریتانیا                   | اوت ۱۰, ۱۹۶۸    | سپتامبر ۲۴, ۱۹۸۳ | ژانویه ۳, ۱۹۹۹   |           |
| ایالات متحده آمریکا        |                 | نوامبر ۸, ۱۹۸۱   | فوریه ۲۲, ۱۹۹۹   |           |
| اروگوئه                    |                 | نوامبر ۱۳, ۱۹۹۴  |                  |           |
| ازبکستان                   |                 |                  | نوامبر ۱۴, ۲۰۰۴  |           |
| ویتنام                     |                 |                  | دسامبر ۲۴, ۲۰۰۶  |           |